# Базилович Іоаникій
Іоані́кій Базило́вич (також Івани́кій або Йоаникій, хресне ім'я Юрій; 6 червня 1742, с. Гливище Ужанського комітату, нині Глівіштья району Собранці Кошицького краю, Словаччина — 18 жовтня 1821, Мукачеве) — священник-василіянин, ігумен Мукачівського монастиря, церковний історик, один із перших істориків Закарпаття.
Базилович — автор «Коротких відомостей про монастир св. Миколая на Чернечій горі в Мукачеві, заснований князем Федором Корятовичем».

## Життєпис

Пам'ятник на місці поховання Іоаникія Базиловича

Народився в селі Гливище Ужанського комітату в сім'ї бідних селян, які, однак, постаралися, щоб їхній син здобув середню освіту. Навчався шість років у гімназії в Ужгороді, а два наступні закінчив у Кошицях. 1761 вступив до Мукачівського монастиря. Новіціат (послушенство) відбув у Краснобрідському монастирі, де після складення монаших обітів, прослухав дворічний курс філософії. Богословські студії продовжив у монастирі на Чернечій горі в Мукачеве і близько 1766 року був висвячений на священика і переведений до монастиря на Буковій гірці. Згодом його призначено вчителем монастирської школи в Маріапоч. 1775 року, коли Арсенія Коцака призначено ігуменом в Маріапоч, то Базилович почав там викладати філософію, а відтак продовжив для василіянських студентів теж курс богослов'я.
Згідно з історичними переказами, 1785 року Базилович, натхненний народним переказом про об'явлення неподалік Боронявської чернечої обителі Божої Матері, намалював ікону Пресвятої Богородиці Одигітрії і подарував її монастиреві. Згодом ікона прославилася чудами і сьогодні вона відома як Боронявська чудотворна ікона Божої Матері.
З 1784 до 1789 — ігумен Мукачівського монастиря. 1789 року обраний на посаду протоігумена Свято-Миколаївської провінції оо. Василіян на Закарпатті. Виконував цей уряд впродовж 32-х років аж до смерті. У 1798–1804 роках стараннями Базиловича був збудований новий великий монастирський храм Святого Миколая.
Помер в Мукачеві і похований в бічній стіні монастирської церкви.

## Книга «Короткий нарис фундації Федора Коріятовича»

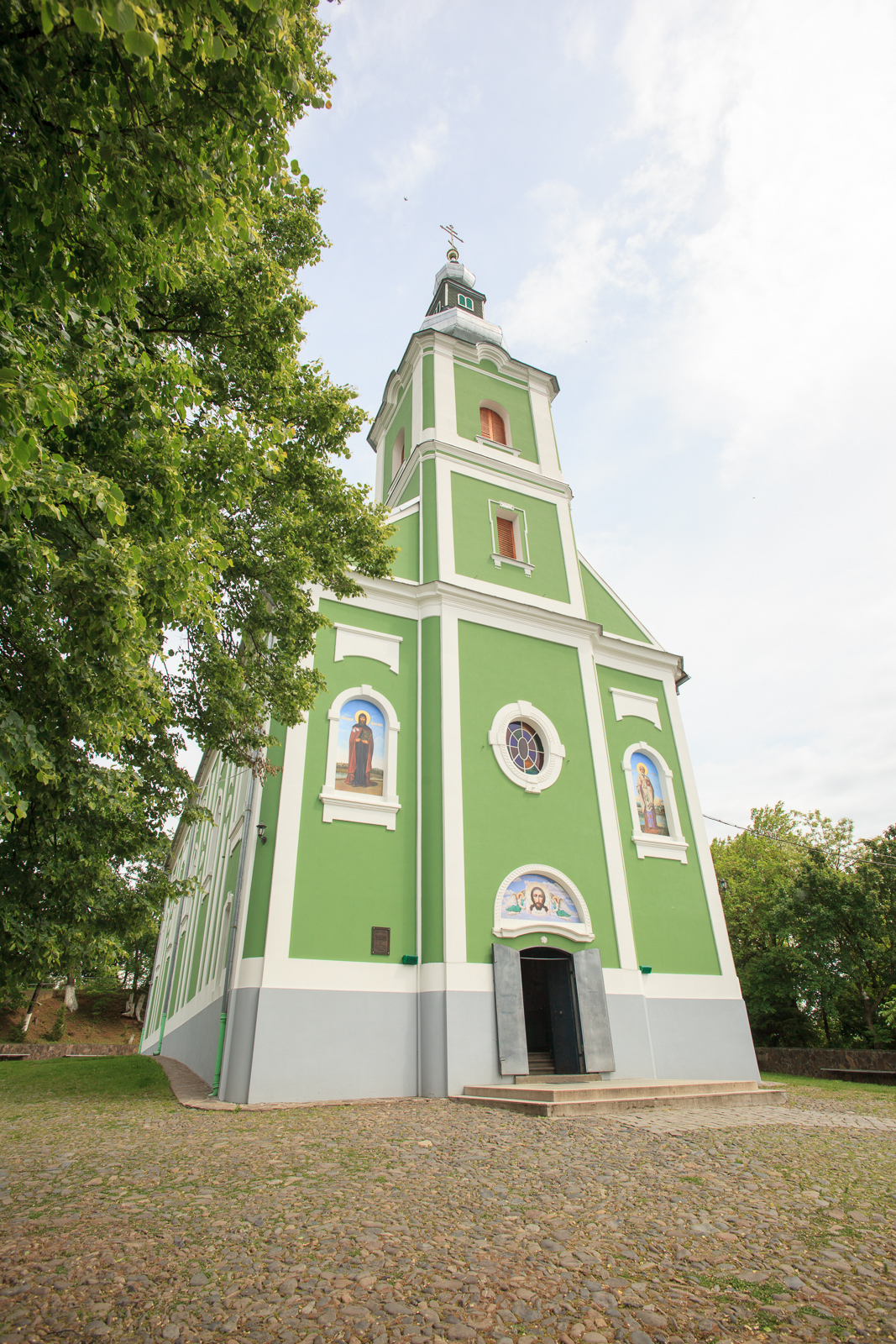
Церква святого Миколая Мукачівського монастиря, 1798—1804

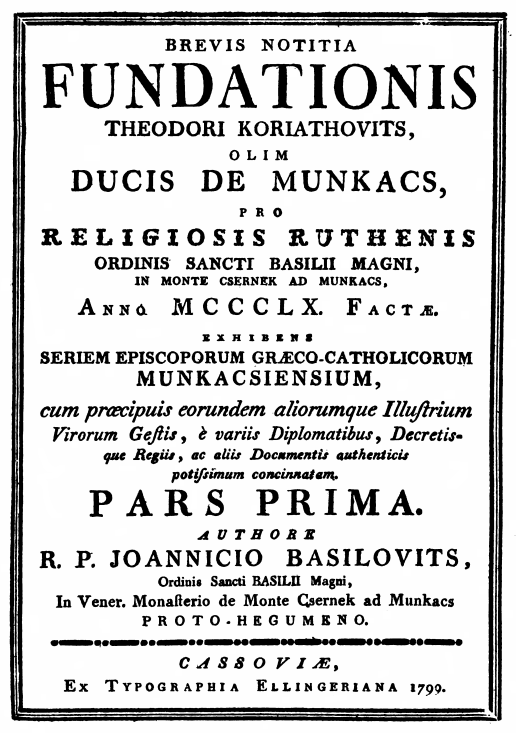
Книга «Короткий нарис фундації Федора Коріятовича»

Впорядковуючи фонди монастирської бібліотеки й єпархіального архіву, зібрав багатий матеріал, що став джерельною основою написання кількох праць з історії Закарпаття. Найкращою серед них, і першою відомою на сьогодні книгою закарпатського автора є «Короткий нарис фундації Федора Коріятовича», написаний латиною і виданий у двох книгах у Кошицях, перша — 1799 і друга — 1804–1805. Праця Базиловича — визначна пам'ятка української культури взагалі та історичної науки зокрема, вона поклала початок вивченню історії й духовного життя Закарпаття місцевими істориками-краєзнавцями.

### Зміст твору
Книга підготовлена з метою обґрунтувати право власності Мукачівського монастиря на подаровані йому князем Федором Коріятовичем наприкінці XIV на початку XV століття земельні маєтності, для захисту їх від зазіхань католицького кліру Угорщини. Базилович доводив, що монастир володіє маєтностями на підставі давніх грамот і привілеїв, що православне духівництво прийняло церковну унію на умовах рівноправності православної і католицької церков, що українці є автохтонним населенням, яке з найдавніших часів живе на території сучасного Закарпаття.
Основний зміст книги, історія литовсько-руського роду Коріятовичів, діяльність його представника Федора на Закарпатті в середині XIV — на початку XV століть та історія Мукачівського монастиря й однойменної єпархії до 1798 року, поданий в тісному зв'язку зі світською історією краю. Наукова цінність праці насамперед у тому, що автор навів важливі джерела — десятки грамот, привілеїв і рескриптів угорських королів, папські булли, різні розпорядження мукачівських єпископів тощо і один із перших в українській історіографії порушив питання етногенезу слов'ян та автохтонності русинів Закарпаття.

## Твори

### Друки
- Brevis notitia fundationis Theodori Koriathovits… in monte Csernek ad Munkacs. Cassoviac, 1799, 1804—1805;
- Imago vitae monasticae. Cassoviac, 1802;

### Рукописи
- Бесіда или слово ко братіи о достоинстві иноков, о собственном конци тих-же, и обще о Чині Монашеском;
- О богословіи нравоучительной или о любви и Законі Божіи;
- Толкованіе Священния Литургіи, Новаго Закона истинния Безкровния Жертви, во славу Пресвятия и Неразділимия Тройци, Отца, и Сина, и Святаго Духа, здателем Честним Отцем Іоанникієм Базиловичом, ЧСВВ, Протоигуменом, во літо 1815 сочиненое, во Монастирі Мукачевском.

Рукописи Базиловича зберігаються в бібліотеці Ужгородського університету.

## Вшанування пам'яті
- Громадськість Закарпаття вперше вшанувала пам'ять І. Базиловича в 1992 році. Тоді товариство «Просвіта» в Ужгороді урочисто відзначило 250-річчя з дня народження І. Базиловича як першого історика Закарпатської України.
- 21 жовтня 2001 року з нагоди 180-тої річниці з дня смерті о. Іоанікія Базиловича в його рідному селі Глівіштья встановлено пам'ятну дошку[4].